# Oberhauserina
Oberhauserina es un género de foraminífero bentónico de estatus incierto, aunque considerado perteneciente a la subfamilia Edithaellinae, de la familia Polymorphinidae, de la superfamilia Polymorphinoidea, del suborden Lagenina y del Orden Lagenida. Su especie-tipo era Oberhauserina morator. Su rango cronoestratigráfico abarcaba el Albiense medio (Cretácico inferior).

## Discusión
Clasificaciones previas incluían Oberhauserina en la superfamilia Nodosarioidea.

## Clasificación
Oberhauserina incluye a la siguiente especie:
- Oberhauserina morator †